# ولیکو گلود
ولیکو گلود (به لاتین: Veliko Golovode) یک عوارض جغرافیایی در صربستان است که در منطقه راسینا واقع شده‌است.

## خصوصیات
ولیکو گلود ۸۷۵ نفر جمعیت دارد.